# Hirsisaari (ö i Kajanaland, Kehys-Kainuu, lat 65,38, long 28,91)
Hirsisaari är en ö i Finland. Den ligger i sjön Iso-Peranka och i kommunen Suomussalmi i den ekonomiska regionen  Kehys-Kainuu  och landskapet Kajanaland, i den nordöstra delen av landet, 600 km norr om huvudstaden Helsingfors. Öns area är 0,2 hektar och dess största längd är 90 meter i öst-västlig riktning.